# 奕絪
郡王銜貝勒奕絪（1817年1月19日—1893年10月5日），儀順郡王綿志第四子，母側室李佳氏，其父為李富昌，儀親王系第三代。
他在嘉慶二十一年十二月（合1817年）出生，道光十一年正月（1831年）受封奉恩輔國公，三年後的四月（1834年）接替父親成為儀親王第三代，但因為儀親王並非世襲罔替的爵位，因此他的封爵只是貝勒。
光緒十年十月（1884年），清廷賞賜郡王頭銜給他，到光緒十九年八月（1893年）去世，虛齡七十八岁，獨子載桓早逝（追封為儀親王第四代貝子），由載桓之孫，溥頤之子毓崐襲封儀親王系第五代，不過需遞降為貝子襲封。